# Värtaverket

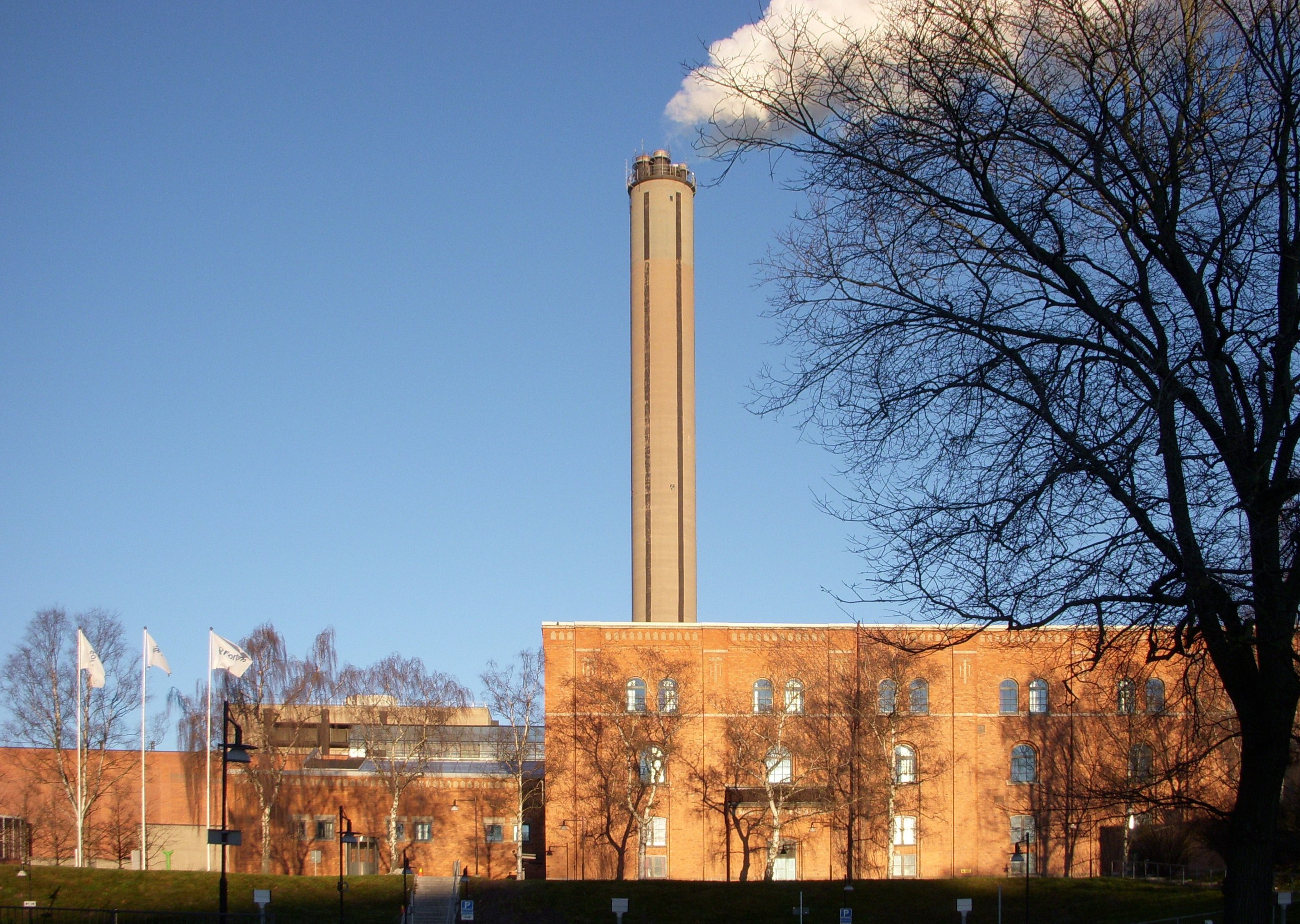
Värtaverket 2008

Värtaverket, tidigare även Värtaelverket, är ett kraftvärmeverk vid Lidingövägen i stadsdelen Hjorthagen i Stockholm. Anläggningen invigdes 18 december 1903, för att förse Stockholm med elektricitet. Många av byggnaderna på området är ritade av arkitekt Ferdinand Boberg (1860–1946).

## Historik

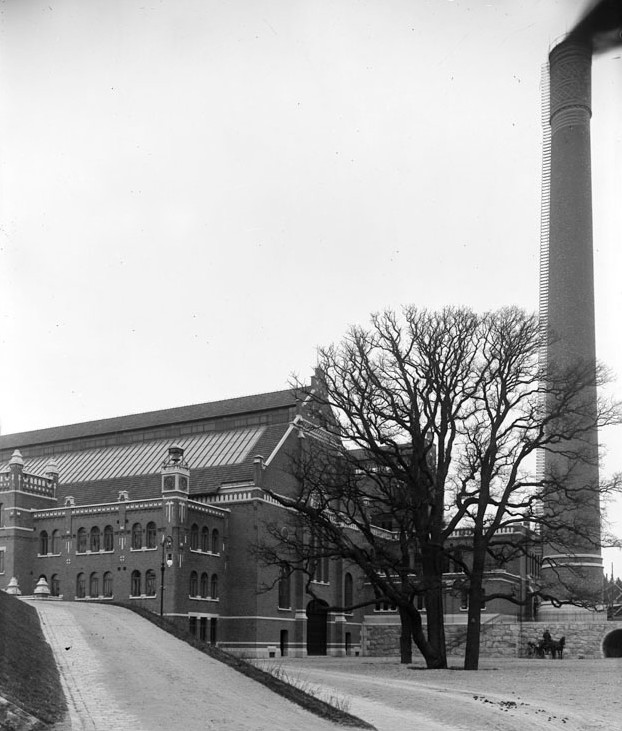
Värtaverket 1903.

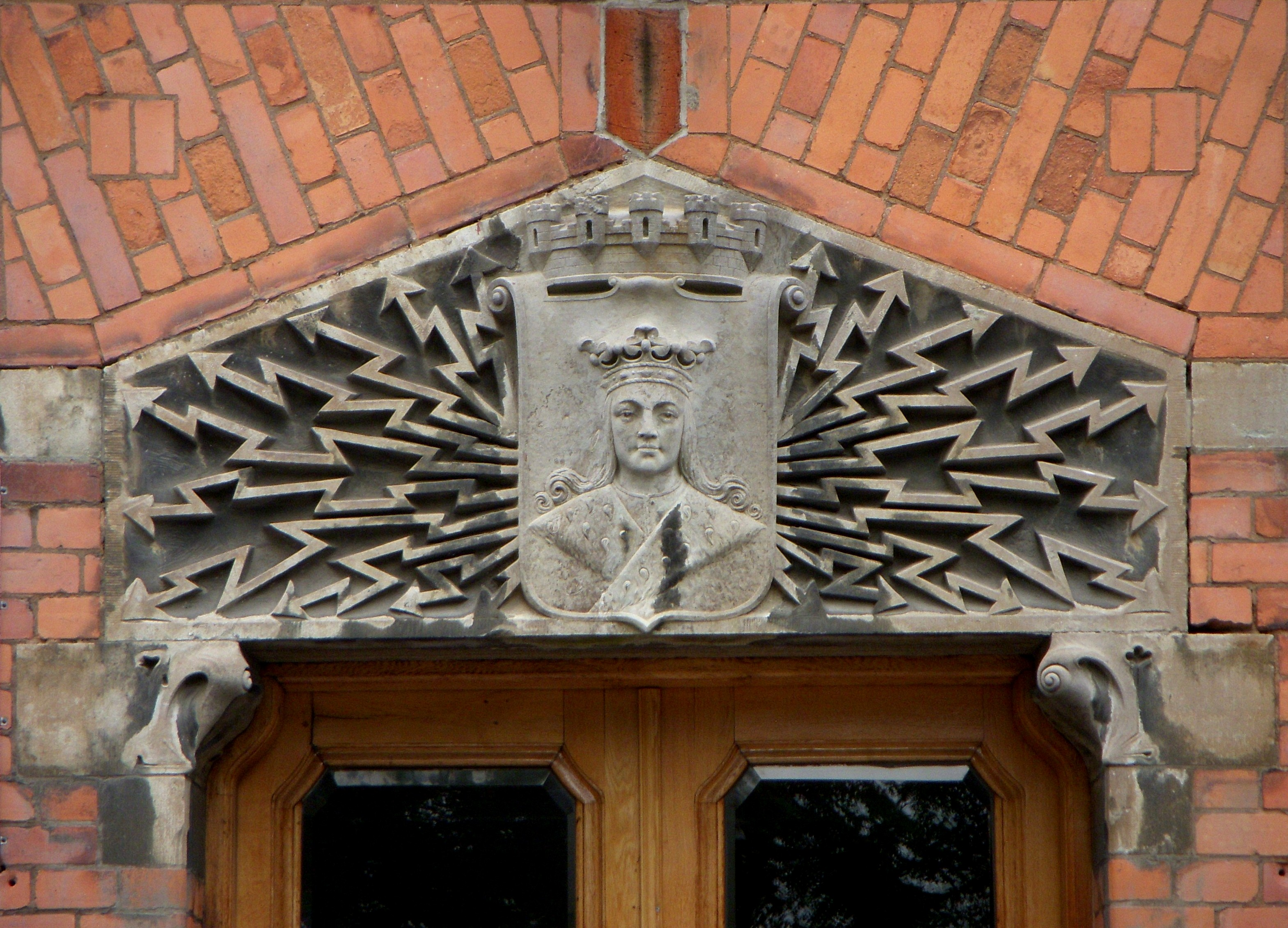
Sankt Erik över huvudentrén.

Stockholms första elverk var Brunkebergsverket vid Regeringsgatan 38, den första elströmmen producerades där från den 1 september 1892 i form av 2×110 volt likström. I slutet av 1890-talet var Brunkebergsverket fullt utbyggt. Genom utvecklingen av växelströmsöverföringar hade det blivit tekniskt möjligt att överföra elkraft från vattenkraftverk över längre sträckor.
Stockholms stad försökte hyra statens vattenkrafttillgångar i Älvkarlebyfallen, men det misslyckades. Lösningen blev då att istället bygga en ny ångkraftstation vid Lilla Värtan i Hjorthagen. Kraften producerades i form av trefas växelström 6 kV och 25 Hz som fördelades till understationerna Brunkeberg, Värtan, Tule, Katarina och Kronoberg via ett kabelnät för 6 kV. I dessa stationer omvandlades växelströmmen till likström i omformare. Distributionen till kunderna skedde med likström men med successiv övergång till den högre spänningen 2×220 volt.
När Värtaverket stod färdigt för produktion av elektricitet användes ångpannor, som drev turbiner och generatorer. Till eldning togs koks från det närliggande Värtagasverket som ingick i samma bolag. Med Ågestaverket som modell sökte Stockholms Elverk i juli 1968 tillstånd för ett bergförlagt kärnkraftvärmeverk vid Ropsten. Närförläggningsutredningen tillsattes därför 1970 för att ta fram underlag för myndigheternas prövning av tillståndsärenden kring kärnkraft av detta slag, så att de stora mängderna spillvärme skulle kunna utnyttjas för uppvärmningsändamål.
Kondenskraftverket togs ur bruk 1970, då eldningsolja blev råvara för el- och fjärrvärmeproduktion. När utredningens betänkande kom 1974 var det politiska läget förändrat och mer kärnkraftvärme för svensk del blev inte av.
1989 togs dock KVV6 en kolkraftvärmeanläggning med två koleldade pannor i drift.  Den ena stängdes ned 2019, den resterande kolpannan iordningställs som reservanläggning för drift under vintern och stängdes våren 2020. Under 2019 installeras en testanläggning för koldioxidlagring vid Värtaverket. En fullstor anläggning på det nya biokraftvärmeverket  KVV8 beräknas kunna lagra 800 000 ton koldioxid per år.
Men detta kan ej bekräftas då tekniken är fortfarande under test på Värtaverket.

## Dagens anläggningar i Hjorthagen
Numera produceras fjärrvärme och el i två stora kraftvärmeverk och ett antal hetvattenanläggningar. Till Värtaverket hör även flertal stora värmepumpar som bidrar till förvärmningen till fjärrvärmenätet. En av dess anläggningar ligger i Värmeverk Ropsten. Alla anläggningar har blivit utrustade med reningsanläggningar för att rena kemikalier och tunga metaller i rökgaserna som verket släpper ut.
Idag drivs anläggningen av Stockholm Exergi och omfattar produktion av elektricitet, fjärrvärme, och fjärrkyla.   

### Värmeverk Ropsten

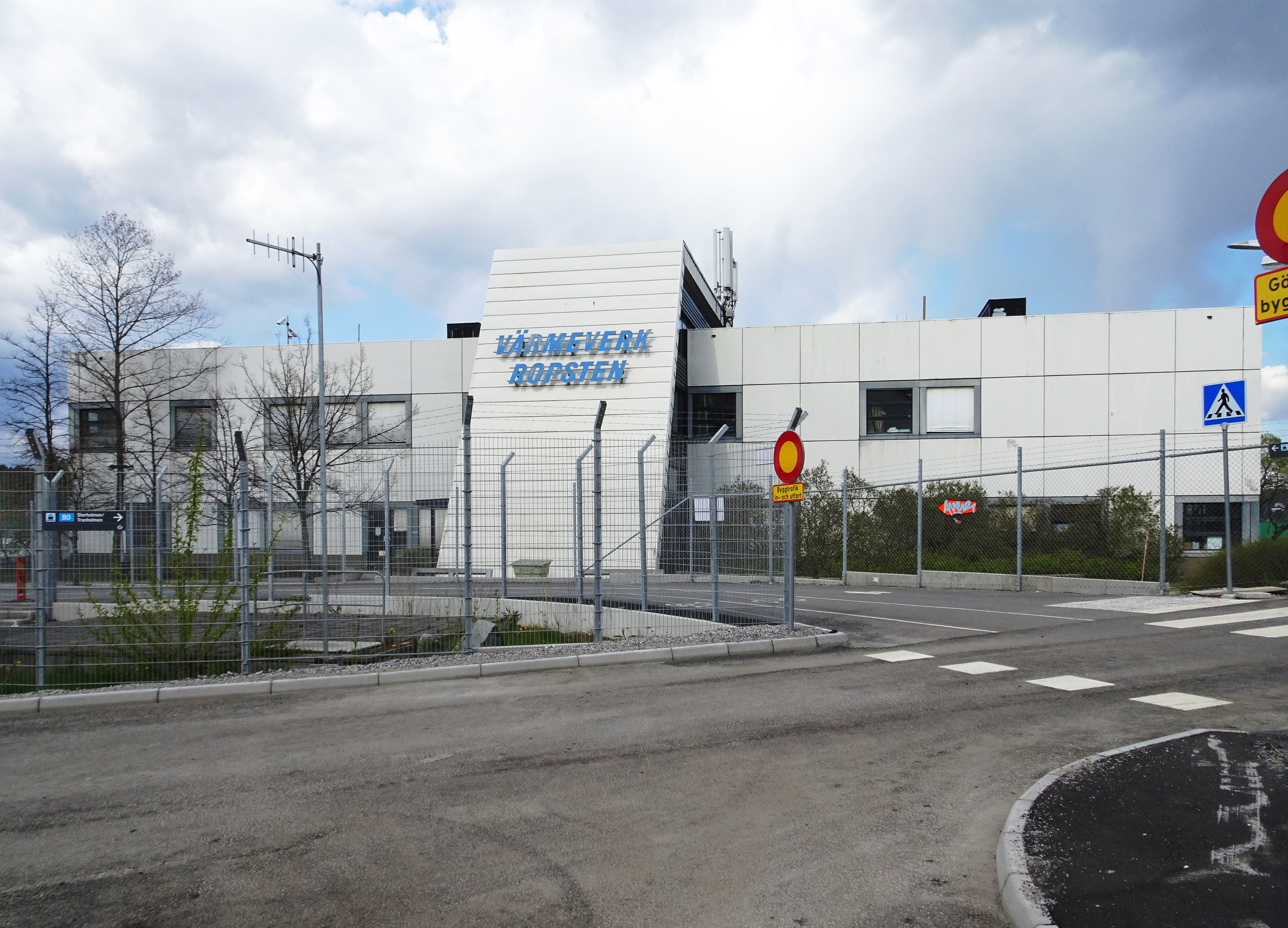
Värmeverk Ropsten 1 och 2.

Värmeverket i Ropsten består av tre anläggningar varav två (VVRn1 och 2) ligger i samma byggnad vid Lilla Värtan strax norr om Lidingöbron och den tredje (VVRn3) strax söder om Lidingöbron. Samtliga använder värme från sjövatten.
Ropsten 1 och 2 har sex värmepumpar medan Ropsten 3 förfogar över fyra värmepumpar. I Ropsten 1 och 2 finns också två elpannor som värmer fjärrvärmevatten. 
I Ropsten 3 finns utöver värmepumpar även en anläggning för produktion av fjärrkyla. Den utnyttjar huvudsakligen kylan i sjövattnet för att kyla ner det vatten som cirkulerar i fjärrkylanätet. Vid full drift förbrukar Ropsten 1 och 2 för samtliga sex pumpar 50,4 MW och producera 126 MW. Ropsten 3 förbrukar 37,2 MW och producerar 80,2 MW. Värmeverk Ropsten blev fullt utbyggt 1986 och var då världens största värmepumpanläggning.

### Nytt biobränsle-kraftvärmeverk KVV8

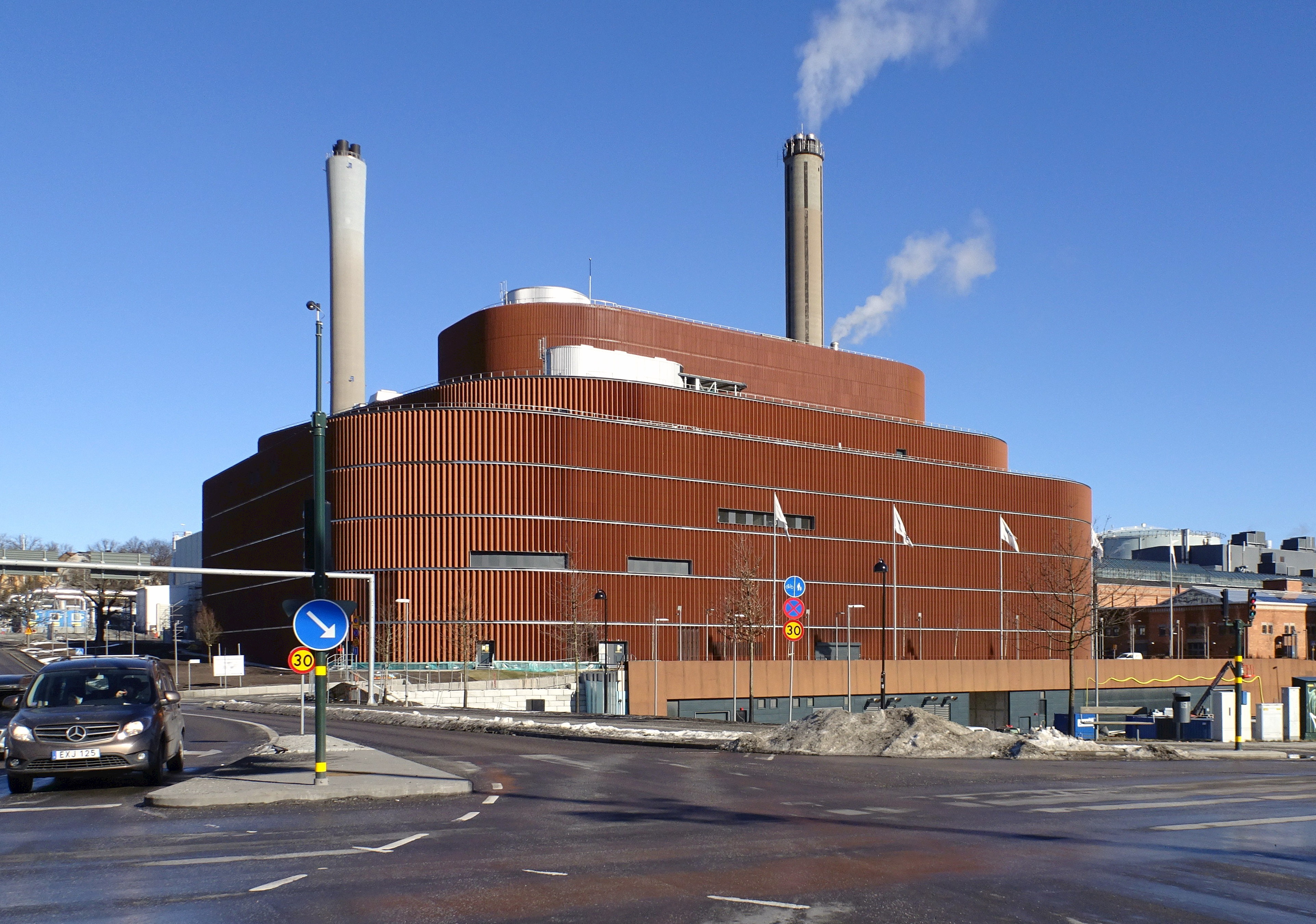
Den nya biobränsleanläggningen, 2017.

I februari 2016 invigdes ett biobränsle-kraftvärmeverk vid Värtaverket och blir Sveriges största i sitt slag. Här skall restprodukter från skogsindustrin som flis, grenar, toppar och kvistar, omvandlas till 750 GWh elektricitet och 1700 GWh värme. Det motsvarar uppvärmningen av ungefär 190 000 normalstora lägenheter. Max ångeffekt  är 375 MW och max eleffekt är 140 MW. Byggentreprenör är JM Entreprenad och beställare är AB Fortum Värme samägt med Stockholm stad. Biomassapannan levereras av österrikiska Andritz AG. För utformningen av den 20 000 m² stora anläggningen står svenska Urban Design i samarbete med danska Gottlieb Paludan Architects.
Det nya kraftvärmeverket nominerades som en av tio byggnader till Årets Stockholmsbyggnad 2018. Juryns kommentar lyder:
| ” | En tydlig arkitektonisk ambition i att gestalta en teknikbyggnad i urban miljö. Byggnaden har lyckats att effektivt utnyttja en svår och trång plats. Projektet tar hand om en komplicerad anläggning som känns väl förankrad i området och ger ett samlat och lugnt intryck samtidigt som det har stark identitet. | „ |